# SuperTV
A SuperTV é uma operadora de TV por assinatura brasileira com sede em São Paulo, SP. Usa a tecnologia MMDS.

## História
A SuperTV foi fundada em Araraquara, SP, por Roberto Montoro após a venda da Rede Mulher para a Igreja Universal do Reino de Deus, ocorrida em 1999. A empresa cobria mais 42 municípios no interior paulista, além de sua cidade-sede. Foi a primeira no estado de São Paulo a utilizar a tecnologia MMDS. Em 2009, ela tem sua sede na capital São Paulo e é dirigida por Roberto Montoro Filho.

## Nosso Canal
Um dos diferenciais da SuperTV é que, em cada cidade de cobertura, há um canal chamado Nosso Canal, com programação destinada especialmente ao público do município.